# 春秋閣 (荊州市)
春秋閣在今湖北省荆州市沙市区的中山公园内。原是清朝嘉庆年间建在城西郊金龙寺前的一座戏楼，1931年迁建于此，以紀念鎮守荊州的三國名將關羽，閣內供奉關羽讀《春秋》像，故而得名。2008年，春秋閣被公布為湖北省文物保護單位。
阁分两层，上阁下室，高13米。上层面阔三间，歇山頂，斗拱枋额，朱檐金瓦。前设石栏，上刻精細纹饰。

## 文物保护情况
2008年3月27日，被湖北省人民政府列为第五批湖北省文物保护单位。
其保护范围为：春秋阁及周围一定范围。以春秋阁为中心点，东、北面向外延伸至江津湖、便河风景区，西、南面各向外延伸30米。
其建设控制地带为：以保护范围为界，四周各向外延伸100米，东面至园林路城市绿化带，南面到便河湖，西面抵蜈蚣岭，北面至卧虹桥。